# TB-3 (航空機)

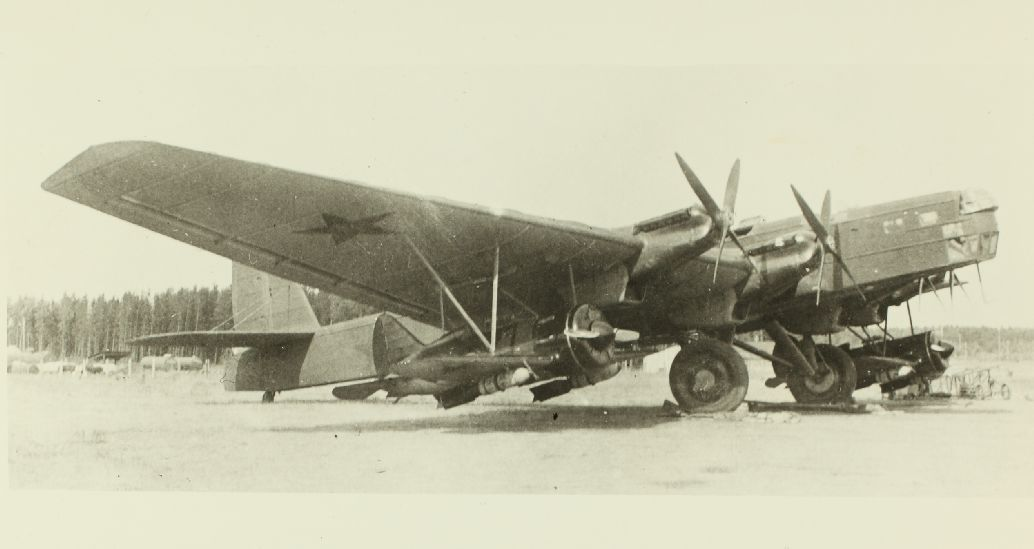
TB-3

ツポレフ TB-3 (ANT-6) は、ソビエト連邦のツポレフが1930年代に開発した4発重爆撃機。第二次世界大戦が勃発した時に、任務に就いていた最も古い軍用機のひとつであった。

## 概要
当時、すでに他の巨人機の設計で有名になっていたアンドレイ・ツポレフが、効果的な重爆撃機として1920年代後半に設計し、試作機は1930年12月22日に初飛行した。1930年代初期に就役していた4発重爆撃機としては最も進んだ機体であったが、1931年に任務に就く前は問題が相ついで発生した。
波形アルミニウムの応力外板を持つ全金属性の単葉機で、原型機は4基の715hp M-17 エンジンを装着していた。1937年までに色々な改良が施され、当時生産中のいかなる爆撃機よりも搭載量が多かった。ノモンハン事変で初めて実戦に投入され、長年に渡ってソ連空軍の爆撃機戦力を支えたが、第二次世界大戦勃発時には時代遅れとなっており、輸送任務に転用され、落下傘部隊の輸送を得意とした。
TB-3はPe-8が登場するまでの間、ソ連で唯一の4発重爆撃機であったことから、いくつかの計画で小型機の母機として検討された。"ズヴェノー・プロジェクト"と呼ばれる寄生戦闘機計画では、I-5やI-16を長距離移動もしくは滞空させるための母機として選ばれた。計画案の一つ（ズヴェノーSPB）にはTB-3が急降下爆撃機に改造した2機のI-16を発進させる母機とするものがあり、1941年には実際に黒海艦隊所属機がウクライナとルーマニアへの精密爆撃を実施している。
その他にも、1933年にS. F. ヴァルクによって提案された自動操縦式の滑空魚雷計画でも、PSN（Планёр специального назначения, 「特殊用途グライダー」の略）と呼ばれるグライダー機の母機として選ばれた。これはグライダーの静音性と機体の小ささが迎撃を困難にさせるという考えに基づいたもので、母機から照射される赤外線によって自動的に目標に誘導され、目標に向けて魚雷を投下することになっていた。誘導装置の開発中はパイロットが搭乗していたが、将来的には完全に無人化される予定だった。実用化には至らず、1940年7月19日に計画は中止された。
TB-3は818機が生産され、1944年まで任務にとどまっていた。

## スペック (1933年型)
- 全幅：39.5 m
- 全長：24.4 m
- 全高：8.47 m
- 最大離陸重量：17,200kg

三面図

- エンジン：M-17F (B.M.W)液冷12気筒Ｖ型 715hpx4
- 最大速度：197 km/h
- 実用上昇限度：3,800 m
- 航続距離：1,350km
- 武装：機関銃x4, 爆弾2,000kg
- 乗員：8名